# Philippus Arabs
Marcus Iulius Philippus, známý jako Philippus Arabs (kolem 204 Šahba – září či říjen 249 u Verony), byl římský císař panující v letech 244–249. Philippovým spoluvladařem byl po celou dobu jeho působení v čele říše Philippus mladší, jeho nezletilý syn, nejprve jako caesar (244–247), později jako augustus (247–249).

## Původ
Philippus pocházel z římské provincie Arabia v dnešní jižní Sýrii, konkrétně z kraje nazývaného ve starověku Trachonitis. Za místo jeho narození je považována Šahba, městečko ležící asi 87 km od Damašku, které císař během své vlády velkolepě přebudoval a nazval podle sebe Philippopolis. Philippův otec se jmenoval Iulius Marinus, ale nedochovaly se o něm prakticky žádné údaje – po příchodu k moci ho Philippus prohlásil za boha. Z ostatních rodinných příslušníků je znám ještě Philippův bratr Gaius Iulius Priscus, manželka Marcia Otacilia Severa a již zmíněný syn Philippus mladší. Sociální status Philippovy rodiny je předmětem vědeckých diskusí, antičtí autoři však obecně zdůrazňují Philippův nízký původ.

## Proklamace za císaře
Kariéra Philippa Araba před rokem 243, kdy se stal během válečného tažení proti Peršanům prefektem pretoriánů, je zcela neznámá. Vynořuje se v historii jako nová postava a již následujícího roku přebírá za nejasných okolností vládu v římské říši. Antické prameny řecko-římské provenience téměř jednohlasně zdůrazňují jeho roli při smrti císaře Gordiana III., perské prameny naopak hovoří o tom, že Gordianus zahynul v důsledku bojů. Ať už je pravda jakákoli, počátkem roku 244 prohlásily legie kdesi v Mezopotámii Philippa za císaře a přenesly na něj odpovědnost za pokračující válku s Peršany.

## Pax fundata cum Persis
Prvním Philippovým vladařským činem bylo zahájení mírových rozhovorů s králem Šápúrem I., které se podařilo nečekaně rychle dovést k úspěšnému konci – podmínky však nevyznívaly ve prospěch říše. Vzhledem k předchozím vojenským nezdarům musel Philippus učinit drobné územní ústupky, vykoupit za půl milionu denárů římské zajatce a zavázat se k placení ročního tributu. Válka zahájená za Gordiana III. s takovými nadějemi vyústila tedy ve zřetelnou římskou porážku a imperiální propaganda to ani neskrývala. Zdůrazňoval se především fakt uzavření míru (legenda Pax fundata cum Persis na mincích), nikoli vítězství. A jmenování Philippova bratra Priska prefektem Mezopotámie jen podtrhovalo, jak nejistě se Římané na svých východních hranicích cítili. Mír mezi oběma velmocemi vydržel více než osm let, tedy déle, než trvala celá Philippova vláda.

## Philippova vláda

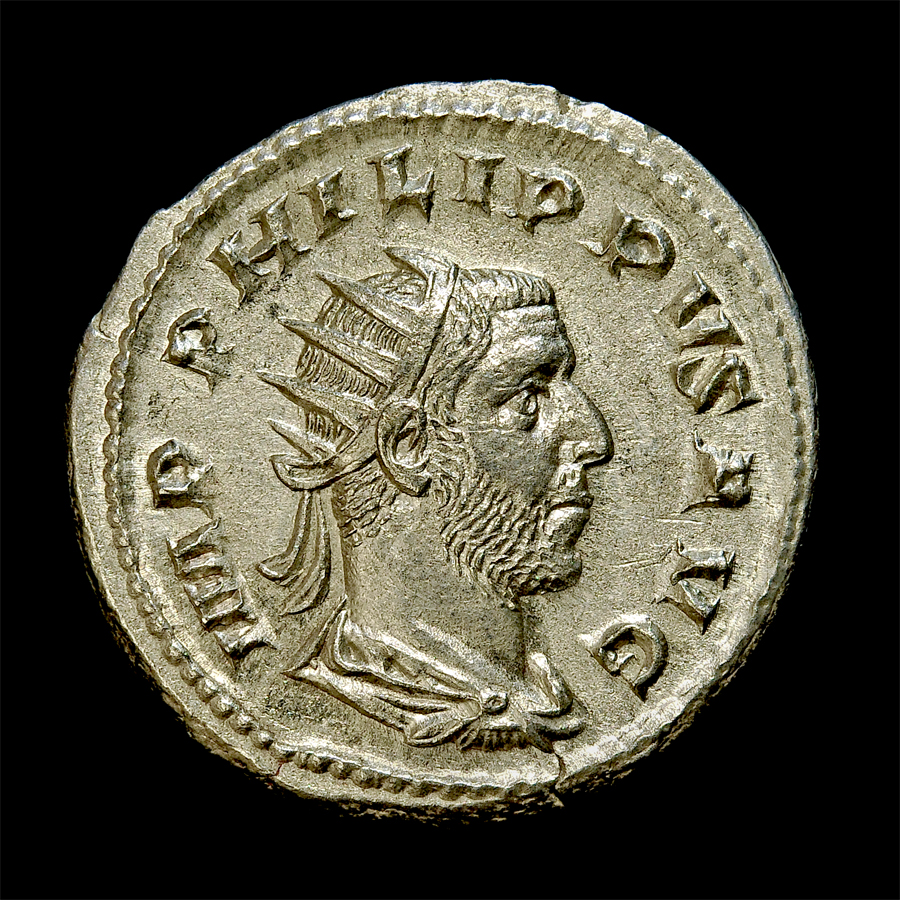
Philippův antoninián

Po uspořádání poměrů na východě se Philippus odebral do Říma, kde asi v létě roku 244 nechal prohlásit svého stejnojmenného syna za caesara. V Římě pak pobýval přibližně rok. Svého příbuzného Severiana ustanovil místodržitelem Moesie, aby bránil ohroženou hranici na středním Dunaji, Severianovi se však nepodařilo odrazit Karpy, kteří na přelomu let 244/245 vtrhli na území impéria, a tak se nakonec do pole musel vypravit císař. V roce 246 porazila vojska pod jeho velením nejprve Germány a poté i Karpy, což oblasti přineslo kýžený klid. Philippus přijal vítězná příjmení Carpicus maximus a Germanicus maximus.
Náboženská politika Philippa Araba byla na svou dobu velmi tolerantní, mj. i vůči křesťanům, takže později dokonce povstala legenda (zcela jistě neoprávněná), že se sám císař dal pokřtít. V tomto směru se kurs administrativy silně odlišoval od politiky centra v následujícím období (pronásledování křesťanů za Decia a Valeriana).
Patrně nejvýznamnější událostí Philippovy vlády byly oslavy tisícího výročí od založení Říma, které dle chronologie zavedené Markem Terentiem Varronem připadaly na rok 248. Trvaly několik dní a zúčastnil se jich císař i jeho syn, jenž byl mezitím prohlášen za augusta. V souvislosti s oslavami se Philippus snažil prezentovat svou vládu jako období míru a stability, jako počátek nového věku.
Skutečnost však vypadala jinak a již roku 248 vzplanula proti Philippovi revolta Tiberia Claudia Marina Pacatiana ve středním Podunají a následujícího roku Iotapianova vzpoura v Kappadokii. Ačkoli byly obě potlačeny, současně se obnovily vpády zadunajských kmenů na území říše, takže Philippus musel na místo nepříliš schopného Severiana jmenovat místodržitelem Moesie a Panonie zkušeného senátora Decia, rodáka z oblasti. Decius svěřené provincie, v nichž ještě doznívaly následky Pacatianovy uzurpace, upokojil, sám byl ale asi v červnu 249 provolán vojáky za císaře, a aby si vynutil uznání své vlády, okamžitě zahájil pochod na Řím.
V září či v říjnu 249 se vojska obou protivníků střetla v severní Itálii poblíž města Verony, kde se rozhodlo kdo s koho. Philippus v čele narychlo sebrané armády byl po tuhém zápase poražen a padl; jeho syna zavraždili vojáci v Římě. Následovalo damnatio memoriae nad svrženou dynastií.